# جاي جيفري
جاي جيفري (بالإنجليزية: Jay Jeffrey)‏ هو لاعب كرة قاعدة أمريكي، ولد في 27 أبريل 1959.